# Erico III de Dinamarca
Erik III Lam (lit., ‘el Cordero’) fue rey de Dinamarca de 1137 a 1146.
Nieto de Erico I e hijo de la princesa Ragnhild y de su esposo Hakon Sunnivasson. Sucedió a su tío el rey Erico II en 1137.
Fue un rey débil y sin autoridad alguna que tuvo que dejar a su primo Olaf II (hijo de Harald Kesja) el gobierno de Escania. Finalmente abdicó por razones desconocidas, siendo el único monarca danés en hacerlo hasta la renuncia de la reina Margarita II en 2024, 878 años más tarde. Se retiró a un monasterio de Odense, donde murió el 27 de agosto de 1146 y fue enterrado en el claustro.
Se casó en 1144 con Lutgarda de Salzwedel, hija de Rodolphe I de Stade. No tuvo más descendientes que un hijo ilegítimo:
- Magnus, pretendiente al trono hacia 1170.